# 波舍维尔
波舍维尔（法語：Porcheville，法語發音：[pɔʁʃəvil] ⓘ）是法国中北部法兰西岛大区伊夫林省的一个市镇，属于芒特拉若利区。 

## 地理
波舍维尔（48°58'19"N, 1°46'41"E）面积4.62 平方千米，位于法国法蘭西島大區伊夫林省，该省份为法国北部内陆省份，北起瓦兹河谷省，西接厄尔省，西南接厄尔-卢瓦省，东南接埃松省，东临上塞纳省。
与波舍维尔接壤的市镇（或旧市镇、城区）包括：盖维尔、吉特朗库尔、伊苏、利迈、塞纳河畔梅济耶尔。

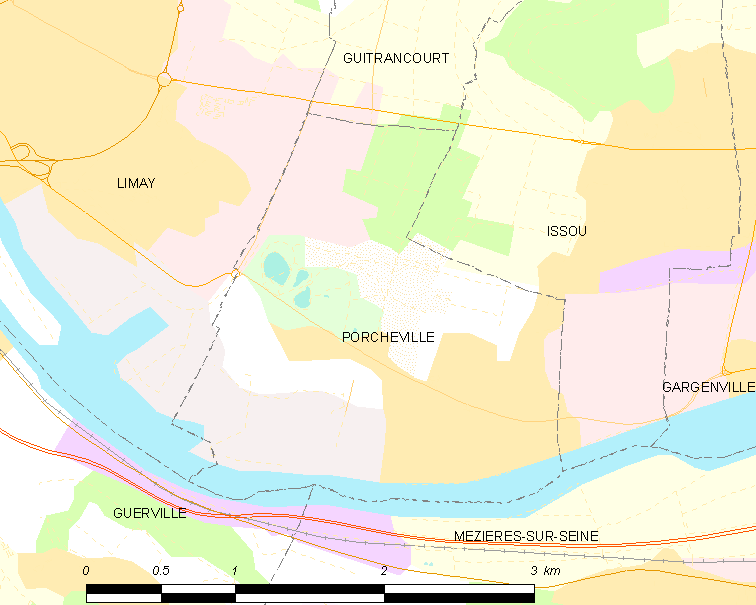
波舍维尔的OSM定位图

波舍维尔的时区为UTC+01:00、UTC+02:00（夏令时）。

## 行政
波舍维尔的邮政编码为78440，INSEE市镇编码为78501。

## 政治
波舍维尔所属的省级选区为利迈县。

## 人口

1962-2008年间波舍维尔人口变化图示

波舍维尔于2022年1月1日时的人口数量为3167人。